# وودستاک شمالی (نیوهمپشایر)
وودستاک شمالی (به انگلیسی: North Woodstock) شهری در ایالت نیوهمپشایر کشور ایالات متحده آمریکا است که جمعیت آن در سرشماری سال ۲۰۱۰ میلادی، ۵۲۸ نفر بوده‌است.